# Млијечни зуби (књига)
Млијечни зуби је књига прича српске и босанскохерцеговачке књижевнице Лане Басташић (1986)  објављен 2020. године. Књигу је објавила издавачка кућа "Booka" из Београда.

## О аутору
Лана Басташић је рођена у Загребу 1986. године. Одрасла је у Бања Луци. Завршила је студије англистике и комуникологије у Бања Луци, и одбранила мастер рад из Студија културе на ФПН у Београду. Објавила је две збирке прича, једну збирку поезије, књигу прича за децу и роман Ухвати зеца. Добила је и неколико награда за кратку причу, две награде за поезију и награду за необјављену драму. Једна је од оснивача школе књижевности у Барселони. Уређује каталонски књижевни часопис и члан је ПЕН центра у БиХ.

## О књизи
Млијечни зуби су збирка од дванаест прича које повезује мотив трауме из детињства, и сви ликови су деца. То су приче о дечјим траумама, које се на децу преносе како песницама и каишевима, тако и речима или њиховим одсуством.
Збирку прича отвара цитат бугарског писца Георгија Господинова из књиге Физика туге:
| „ | На почетку свега (…) стоји једно дете, бачено у подрум. | ” |

У овој збирци појављује се све оно што негативно утиче на здрав и неометан развој деце, задављени очеви, пијане мајке, погани наставници и убијене животиње. Сам крај књиге ипак нуди наду да су неки од нас способни да изграде свој идентитет и да превазиђу грешке својих родитеља.
Деца и тинејџери у књизи суочавају се с тамним и језовитим, јер само тако могу одрасти, често и прерано.

## Приче
- Шума
- Човјек на мјесецу
- Посљедња вечера
- Бог од меда
- Киселина
- Зубић Вила
- Дан на базену
- Хљеб
- Кругови
- Рецитал
- Крв
- Тата стиже кући

## Издања
- Књига Млијечни зуби је објављена у БиХ у издању издавачке куће "Buybook" (Сарајево), 15. децембра 2020. године, истог дана када и у Србији.[6][7]
- Књига Млијечни зуби је објављена у Хрватској у издању издавачке куће "Фрактура" (Забреб), 2021. године.[5]